# ویلیام ویستون
ویلیام ویستون (انگلیسی: William Whiston; ۹ دسامبر ۱۶۶۷ – ۲۲ اوت ۱۷۵۲) ریاضی‌دان، متخصص الهیات، مورخ اهل پادشاهی بریتانیای کبیر بود. او نقش کلیدی در محبوبیت ایده‌های آیزاک نیوتن ایفا کرد.